# Senna Giling
Senna Giling (* 17. Februar 2006) ist ein niederländischer Leichtathlet, der sich auf den Sprint spezialisiert hat.

## Sportliche Laufbahn
Erste internationale Erfahrungen sammelte Senna Giling im Jahr 2025, als er bei den U20-Europameisterschaften in Tampere mit 10,71 s im Halbfinale im 100-Meter-Lauf ausschied und mit der niederländischen 4-mal-100-Meter-Staffel in 40,30 s den vierten Platz belegte.
2024 wurde Giling niederländischer Meister in der Medley Staffel (1000 Meter).

## Persönliche Bestleistungen
- 100 Meter: 10,49 s (+1,3 m/s), 10. August 2025 in Tampere
  - 60 Meter (Halle): 6,97 s, 15. Februar 2025 in Apeldoorn
- 200 Meter: 21,25 s (+1,4 m/s), 6. Juli 2025 in Heerhugowaard